# Anne Sofie von Otter
Hovsångerska Anne Sofie von Otter (Estocolmo, Suecia, 9 de mayo de 1955) es una mezzosoprano lírica y recitalista de concierto sueca.

## Biografía
Miembro de una familia de la aristocracia sueca, es bisnieta del primer ministro sueco Fredrik von Otter (1833-1910) e hija del barón y diplomático Göran von Otter (1907-1988), quien denunció las atrocidades nazis en Belzec y Treblinka al gobierno sueco luego de un encuentro casual con Kurt Gerstein en 1942.– Debido a la actividad de su padre, creció entre Bonn, Londres y Estocolmo. Es la menor de cuatro hermanos. La mayor es la escritora Birgitta von Otter, seguida por el sociólogo y ensayista Casten von Otter (1941) y Mikael von Otter (1945).
Cantaba en coros y tras cursar estudios en su ciudad natal y en la Guildhall School of Music and Drama de Londres con la famosa pedagoga Vera Rozsa, el director Arnold Ostman, la invita a la Vadstena Academy Summer Operatic Festival donde canta La Comica del Cielo que motiva su contrato en la Opera de Basilea en 1982, donde canta Cherubino (Le nozze de Figaro), Hänsel, Orpheus, Clairon, Sesto yAlcina en la obra Orlando paladino de Haydn. 
En 1985 debutó en el Covent Garden de Londres, en 1987 en La Scala de Milán y un año más tarde en el Metropolitan Opera de Nueva York así como en la Opera Real de Estocolmo (1988).  En ese período de su carrera se destacó en roles en los que había de travestirse, como Hansel, Cherubino y en especial Octaviano de El caballero de la rosa bajo la dirección de Carlos Kleiber.
Ha cosechado notables éxitos en diversos papeles de obras de Mozart, Händel, Richard Strauss y Monteverdi.  Ha cantado una polémica Carmen en el Festival de Glyndebourne, Dido en Les Troyens de Berlioz en Ginebra y el Festival de Tanglewood, Xerxes de Händel y Offenbach en París. En la década 2005/2015 incursiona en papeles de la literatura wagneriana para mezzosoprano, como Brangania en Tristán e Isolda y Waltraute en El ocaso de los dioses, así como con un ciclo de Wesendonck Lieder.
Como solista de recitales, es excepcional exponente de Mahler, Brahms, Grieg, Wolf, Richard Strauss, Antonín Dvořák, Schubert, Schumann, Alban Berg, Benjamin Britten, Reynaldo Hahn, Kurt Weill y Erich Korngold. Una de las más versátiles cantantes de la actualidad, ha dedicado tres discos a la difusión de canciones de cámara de compositores escandinavos, y en 2007 realizó una grabación en tributo a los compositores judíos exterminados en el campo de concentración de Theresienstadt que fue acreedor de varios premios, entre ellos el Diapason d'Or francés, y otra de compositores suecos con obras que ella misma comisionó. En recitales, es a menudo acompañada por el pianista sueco Bengt Forsberg, con quien mantiene una relación profesional desde 1990.

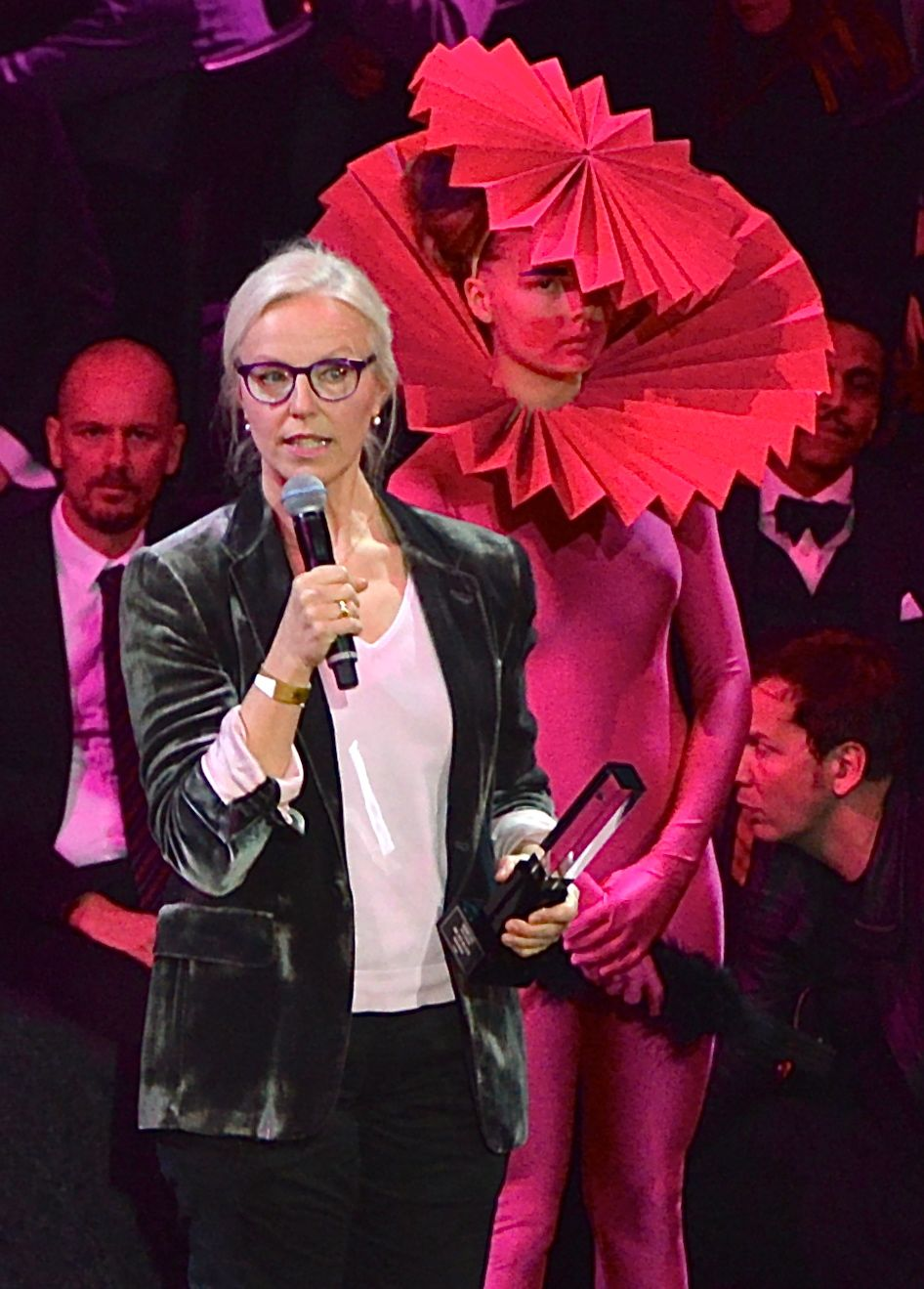
Anne Sofie von Otter en 2013.

En 2001 sus registros fonográficos derivaron hacia una dirección inusual al incluir un álbum con el cantante de pop-rock británico Elvis Costello, por el cual obtuvo un Premio Edison. También grabó un álbum en homenaje al grupo pop ABBA.
En 2003 obtuvo el Premio Schock, otorgado por un comité de la Real Academia Sueca de Música. Es miembro de la Academia Real de Suecia, como lo fue el compositor Gunnar de Frumerie (1908-1987), uno de sus ancestros. En 2012 fue ganadora del Premio Grammis de la academia sueca y merecedora del Ordre des Arts et des Lettres del gobierno francés.
En 2016, von Otter cantó Leonora en el estreno mundial de The Exterminating Angel de Thomas Adès, y de nuevo en 2017 en la Royal Opera House, Covent Garden. Asimismo creó el papel principal de Charlotte en la ópera Autumn Sonata de 2017 de Sebastian Fagerlund, basada en la película de 1979 de Ingmar Bergman en la Ópera Nacional de Finlandia en Helsinki dirigida por John Storgårds.
Además de recitalista, actualmente se destaca en roles de carácter como L’Opinion Publique (Orphée aux Enfers) en el Festival de Salzburgo dirigida por Barrie Kosky, como La vieja dama en Candide de Leonard Bernstein, como Mérope (Oedipe) en la Opéra National de París, Adelaide en Arabella de Richard Strauss, la Condesa Geschwitz en Lulu, Marzellina en Las bodas de Figaro, como Madame de Croissy en Diálogos de carmelitas de Poulenc y la condesa en La dama de picas de Chaicovski.
En 2021 fue la solista en la entrega de los Premios Nobel en Estocolmo.

## Premios y distinciones
- 1990, Recording Artist of the Year, International Record Critics Association
- 1996, Artist of the Year, Gramophone magazine
- 1999, National Academy of Recording Arts and Sciences, Mahler: Das Knaben Wunderhorn.
- 1999, Grammy Award for best classical vocal performance, Mahler, Des Knaben Wunderhorn)
- 1999, National Academy of Recording Arts and Sciences
- 1999, Medalla Litteris et artibus, Suecia
- 2000, Grammy Award for Best Opera Recording
- 2000, 2004, Grammy Award for Best Classical Solo Vocal Album
- 1997, 2008, 2013, Grammis Award
- 2005, Recording Artist of the Year
- 2001, Diapason d’Or , Swedish song collection.
- 2001, Premio Edison.
- 2003, Premio Schock, Real Academia Sueca de Música.
- 2011, Frankfurter Musikpreis
- 2012, Premio Grammis de la academia sueca
- 2012, Comendador de las Artes y las Letras, Ordre des Arts et des Lettres del gobierno francés.
- 2013, Doctor honoris causa, Universite Pierre et Marie Curie, París
- 2015, Douce France, Grammy Award for Best Classical Vocal Solo

## Vida privada
Reside en Estocolmo con sus dos hijos, Hjalmar y Fabian, casada desde 1989 con el director teatral Benny Fredriksson (1960-2018) quien se suicidó en marzo de 2018, era director general del Teatro de la Ciudad de Estocolmo, después de su renuncia al cargo de director del teatro de la capital sueca, Fredriksson se suicidó durante unas vacaciones en Sídney, Australia.–.

## Grabaciones

### Lieder y canciones
- Alban Berg: Sieben frühe Lieder & Der Wein Claudio Abbado (1995) Deutsche Grammophon
- Hector Berlioz: Mélodies (1994), Les nuits d'été , James Levine (1995) Deutsche Grammophon
  - Les nuits d'été, Marc Minkowski (2011) Naïve
- Johannes Brahms: Lieder Bengt Forsberg (piano) (1990) Deutsche Grammophon
- Cécile Chaminade: Mots d'amour Bengt Forsberg (piano) (2001) Deutsche Grammophon
- Edvard Grieg: Songs/Lieder Bengt Forsberg (piano) (1993) Deutsche Grammophon
- Erich Wolfgang Korngold: Rendezvous with Korngold Bengt Forsberg (piano) & Friends (1999) Deutsche Grammophon
- Ingvar Lidholm: Songs and Chamber Music Björn Sjögren (1996) Caprice Records
- Gustav Mahler: Des Knaben Wunderhorn, Thomas Quasthoff, Claudio Abbado (1999) Deutsche Grammophon
  - Kindertotenlieder conducted by Pierre Boulez (2004) Deutsche Grammophon
- Maurice Ravel: Shéhérazade Pierre Boulez (2002) Deutsche Grammophon
- Arnold Schoenberg: Gurre-Lieder Simon Rattle (2002) EMI
- Franz Schubert: Lieder, Bengt Forsberg (piano) (1997)
- Robert Schumann: Frauenliebe und Leben Bengt Forsberg (piano) (1995) Deutsche Grammophon
- Jean Sibelius: Anne Sofie von Otter sings Sibelius Bengt Forsberg (piano) BIS
- Kurt Weill: Speak Low: Songs by Kurt Weill, Los siete pecados capitales, John Eliot Gardiner (1994) Deutsche Grammophon
- Hugo Wolf: Spanisches Liederbuch. Geoffrey Parsons (piano) (1995) EMI
- La Bonne chanson – French Chamber Songs  Bengt Forsberg (piano) (1996) Deutsche Grammophon
- Brahms / Schumann, Bengt Forsberg (piano ) (1994) EMI
- Douce France Bengt Forsberg (piano)(2013) Naive[13]
- Folksongs Bengt Forsberg (piano) (2000) Deutsche Grammophon
- Lieder / Mélodies by Beethoven Meyerbeer Spohr Melvyn Tan (fortepiano) (2001) Archiv
- Lieder by Wolf and Mahler Ralf Gothóni (piano) (1989) Deutsche Grammophon
- Love's Twilight – Late Romantic Songs by Berg Korngold Strauss  Bengt Forsberg (piano) (1994) Deutsche Grammophon
- Mahler Zemlinsky Lieder John Eliot Gardiner (1996) Deutsche Grammophon
- Mozart – Haydn: Songs & Canzonettas Melvyn Tan (fortepiano) (1995) Archiv
- Music for a While – Baroque Melodies (2004) Deutsche Grammophon[14]
- Terezín / Theresienstadt  Bengt Forsberg (piano), Christian Gerhaher, Daniel Hope (2007) Deutsche Grammophon
- Watercolours – Swedish Songs Bengt Forsberg (piano) (2003) Deutsche Grammophon
- Wings in the Night – Swedish Songs Bengt Forsberg (piano) (1996) Deutsche Grammophon
- A Simple Song, Anne Sofie von Otter, Bengt Forsberg, órgano
- PBO & Caroline Shaw,Nicholas McGegan,Caroline Shaw
- So Many Things, Anne Sofie von Otter, Brooklyn Rider
- SOGNO BAROCCO, Anne Sofie von Otter, Leonardo García Alarcón, Cappella Mediterranea
- SWEDISH ROMANTIC SONGS, Anne Sofie von Otter, Bengt Forsberg.
- Anne Sofie von Otter canta Offenbach, Marc Minkowski – Deutsche Grammophon
- Baroque Arias de Handel, Monteverdi, Roman and Telemann, Drottningholm Baroque Ensemble – Proprius
- Ombre de mon amant,  William Christie – Archiv
- Opera Arias, Trevor Pinnock – Archiv
- Home for Christmas, (1999) Deutsche Grammophon
- For the Stars,Elvis Costello y Svante Henryson (2001) Deutsche Grammophon
- Peter Sculthorpe: Island Dreaming, Brodsky Quartet (2001) Challenge Records
- I Let the Music Speak (2006) Deutsche Grammophon
- Noel, Bengt Forsberg (2006) Deutsche Grammophon
- Love Songs  con Brad Mehldau (2010) Naïve[15]
- Ottorino Respighi: Il tramonto, the Brodsky Quartet – Vanguard
- The Metropolitan Opera Gala 1991, Deutsche Grammophon DVD, 00440-073-4582
- James Levine's 25th Anniversary Metropolitan Opera Gala (1996), Deutsche Grammophon DVD, B0004602-09

### Operas completas
- Bartók: Bluebeard's Castle Bernard Haitink (1996) EMI
- Berlioz: La condenacion de Fausto Myung-whun Chung (1998) Deutsche Grammophon
- Bizet: Carmen Philippe Jordan (2003) BBC/Arte
- Sebastian Fagerlund: Autumn Sonata  John Storgårds (2018) BIS
- Gluck: Alceste John Eliot Gardiner (1990) Philips
  - Iphigénie en Aulide Sir John Eliot Gardiner (1990) Erato
  - Orphée et Eurydice Sir John Eliot Gardiner (1989) EMI
- Handel: Agrippina Sir John Eliot Gardiner (1997) Philips
  - Ariodante,, Marc Minkowski (1999) Archiv
  - Giulio Cesare Marc Minkowski (2003) Archiv
  - Hercules, Marc Minkowski (2002) Archiv
  - Serse , William Christie (2004) Virgin Classics
- Engelbert Humperdinck, Hansel y Gretel, Jeffrey Tate(1989/1990) EMI
- Massenet: Werther Kent Nagano (1997) Elektra
- Monteverdi: L'incoronazione di Poppea, John Eliot Gardiner (1996) Archiv
  - L'Orfeo John Eliot Gardiner (1987) Archiv
- Mozart: La clemenza di Tito John Eliot Gardiner (1993) Deutsche Grammophon
  - Così fan tutte Georg Solti (1996) Decca
  - Idomeneo John Eliot Gardiner (1991) Deutsche Grammophon
  - Le nozze di Figaro James Levine (1992) Deutsche Grammophon
  - Le nozze di Figaro Yannick Nézet-Séguin (2015) Deutsche Grammophon
- Purcell: Dido and Aeneas Trevor Pinnock (1989) Archiv
- Rajmáninov: Aleko Neeme Järvi (1997) Deutsche Grammophon
- Richard Strauss: Ariadne auf Naxos Giuseppe Sinopoli (2002) Deutsche Grammophon
  - Der Rosenkavalier Bernard Haitink (1991) EMI
  - Der Rosenkavalier Carlos Kleiber (1995) Deutsche Grammophon DVD
- Ígor Stravinski: The Rake's Progress conducted by John Eliot Gardiner (1999) Deutsche Grammophon
- Chaikovski: Eugene Onegin James Levine (1988) Deutsche Grammophon

### Oratorios, etc
- Bach: St Matthew Passion English Baroque Soloists, Sir John Eliot Gardiner
  - St Matthew Passion Chicago Symphony, Sir Georg Solti; Kiri Te Kanawa, Anthony Rolfe Johnson, Tom Krause, Hans Peter Blochwitz, Glen Ellyn Children's Chorus, Chicago Symphony Chorus
- Beethoven: Symphony No. 9, Sir John Eliot Gardiner
- Berlioz: L'Enfance du Christ, Gilles Cachemaille, Jules Bastin, José Van Dam, Monteverdi Choir, Orchestre de l'Opéra de Lyon, John Eliot Gardiner - Erato 1988
- Maurice Duruflé: "Requiem", Michel Plasson – EMI
- Elgar: The Dream of Gerontius, Sir Colin Davis
- Handel: Jephtha,Sir John Eliot Gardiner
  - Messiah, Trevor Pinnock y The English Concert
  - Messiah, Sir Neville Marriner
- Mauricio Kagel: Sankt-Bach-Passion – Naïve
- Mahler: Symphony No. 3, Pierre Boulez – Deutsche Grammophon
- Mozart: Réquiem, John Eliot Gardiner – Archiv
  - Great Mass in C minor, Sir John Eliot Gardiner
- Franz Schubert: Rosamunde, Claudio Abbado
- Camille Saint-Saëns, Oratorio de Noël,Anders Eby. CD Proprius Musik AB 1994